# Ivan Baković
Ivan Baković (Stari Grad, 1883. − Split, 1960.) je bio hrvatski rimokatolički svećenik, prevoditelj, pjesnik, bogoslov i visoki crkveni dužnosnik. Pripadao je redu dominikanaca. 
Doktorirao je bogoslovlje. 33 godine bio je kancelar biskupske kurije u Splitu. U daljnjem obnašanju dužnosti prekinula ga je smrt. 
Na latinski je jezik preveo ep Ivana Mažuranića Smrt Smail-age Čengića (Mors Smail-agae Čengić, 1957.). Pisao je i pjesme. 